# Pré-Mundial Feminino da CONCACAF de 2010
O Pré-Mundial Feminino da CONCACAF de 2010 foi uma competição que sucedeu a Copa Ouro Feminina e foi equivalente a quarta edição da principal competição de futebol feminino organizada pela Confederação de Futebol da América do Norte, Central e Caribe (CONCACAF). Foi realizada entre 28 de outubro e 8 de novembro, sendo também um torneio de qualificação para a Copa do Mundo de Futebol Feminino de 2011 e para os Jogos Pan-Americanos de 2011. 
Estados Unidos, Canadá e México estavam directamente apurados para o torneio depois de terem ficado nas três primeiras posições no torneio anterior, enquanto os outros lugares foram determinados através da qualificação regional.
Os dois finalistas (Canadá e México) foram automaticamente qualificados para a Copa do Mundo e para os Jogos Pan-Americanos, enquanto a equipe em terceiro lugar (Estados Unidos) disputou uma repescagem contra uma nação europeia (Itália) para se qualificar ao mundial. 
Além de Canadá e México, Costa Rica e Trinidad e Tobago se qualificaram para os Jogos Pan-Americanos como os melhores times do Caribe e América Central.

## Selecções qualificadas
Qualificação directa
- Estados Unidos
- Canadá
- México

Qualificação por torneio
- Guatemala
- Costa Rica
- Trinidad e Tobago
- Haiti
- Guiana

## Fase de grupos
Todas as partidas seguem o fuso horário local (UTC-5).

### Grupo A
| Seleção           | P | J | V | E | D | GP | GC | SG  |
| ----------------- | - | - | - | - | - | -- | -- | --- |
| Canadá            | 9 | 3 | 3 | 0 | 0 | 12 | 0  | +12 |
| México            | 6 | 3 | 2 | 0 | 1 | 9  | 5  | +4  |
| Trinidad e Tobago | 3 | 3 | 1 | 0 | 2 | 4  | 4  | 0   |
| Guiana            | 0 | 3 | 0 | 0 | 3 | 3  | 19 | -16 |

| 29 de outubro | Trinidad e Tobago | 0 – 1     | Canadá       | Estádio Beto Ávila, Cancún           |
| 17:00         |                   | Relatório | Tancredi 66' | Público: 250 Árbitro: USA Kari Seitz |

| 29 de outubro | México                                                          | 7 – 2     | Guiana                      | Estádio Beto Ávila, Cancún                    |
| 19:30         | Garza 2', 45' · Domínguez 24', 36' (pen), 67', 79' · Worbis 84' | Relatório | El-Masri 34' · De Souza 39' | Público: 6 500 Árbitro: SLV Yesli Sarai Rivas |

| 31 de outubro | Canadá                                                                 | 8 – 0     | Guiana | Estádio Beto Ávila, Cancún                      |
| 17:00         | Julien 15' · Sinclair 34', 50', 63', 75' · Filigno 46', 75' · Lang 90' | Relatório |        | Público: 482 Árbitro: LCA Sabina Charles-Kirton |

| 31 de outubro | México                    | 2 – 0     | Trinidad e Tobago | Estádio Beto Ávila, Cancún                   |
| 19:30         | Domínguez 45' · López 58' | Relatório |                   | Público: 8 250 Árbitro: CUB Irazema Aguilera |

| 2 de novembro | Guiana       | 1 – 4     | Trinidad e Tobago                                      | Estádio Beto Ávila, Cancún                     |
| 17:00         | El-Masri 60' | Relatório | Cordner 11' · Belgrave 25' · Edwards 49' · Mascall 65' | Público: 8 850 Árbitro: BRB Gillian Martindale |

| 2 de novembro | México | 0 – 3     | Canadá                                   | Estádio Beto Ávila, Cancún             |
| 19:30         |        | Relatório | Chapman 20' · Bélanger 45' · Filigno 66' | Público: 8 850 Árbitro: USA Kari Seitz |

### Grupo B
| Seleção        | P | J | V | E | D | GP | GC | SG  |
| -------------- | - | - | - | - | - | -- | -- | --- |
| Estados Unidos | 9 | 3 | 3 | 0 | 0 | 18 | 0  | +18 |
| Costa Rica     | 6 | 3 | 2 | 0 | 1 | 4  | 4  | 0   |
| Haiti          | 3 | 3 | 1 | 0 | 2 | 1  | 8  | -7  |
| Guatemala      | 0 | 3 | 0 | 0 | 3 | 0  | 11 | -11 |

| 28 de outubro | Costa Rica  | 1 – 0     | Guatemala | Estádio Andrés Quintana Roo, Cancún          |
| 17:00         | Venegas 50' | Relatório |           | Público: 550 Árbitro: MEX Quetzalli Alvarado |

| 28 de outubro | Estados Unidos                                     | 5 – 0     | Haiti | Estádio Andrés Quintana Roo, Cancún       |
| 19:30         | Buehler 9' · Wambach 15', 45', 62' · Rodriguez 40' | Relatório |       | Público: 2 500 Árbitro: CAN Carol Chenard |

| 30 de outubro | Haiti | 0 – 3     | Costa Rica                                 | Estádio Andrés Quintana Roo, Cancún             |
| 17:00         |       | Relatório | Cruz Traña 35' · Rodríguez Cedeño 42', 52' | Público: 456 Árbitro: GUY Dianne Ferreira-James |

| 30 de outubro | Estados Unidos                                                                               | 9 – 0     | Guatemala | Estádio Andrés Quintana Roo, Cancún        |
| 19:30         | Rodriguez 20', 45', 89' · Rapinoe 22', 40' · Wambach 29', 30' · Morgan 49' · Lloyd 58' (pen) | Relatório |           | Público: 1 050 Árbitro: TRI Shane Da Silva |

| 1 de novembro | Guatemala | 0 – 1     | Haiti           | Estádio Andrés Quintana Roo, Cancún        |
| 17:00         |           | Relatório | Saintilmond 22' | Público: 100 Árbitro: JAM Cardella Samuels |

| 1 de novembro | Estados Unidos                                             | 4 – 0     | Costa Rica | Estádio Andrés Quintana Roo, Cancún      |
| 19:30         | Wambach 32' (pen) · Cheney 69' · Averbuch 73' · Morgan 81' | Relatório |            | Público: 502 Árbitro: MEX Lucila Venegas |

## Fase final
|  | Semifinais             | Semifinais             |   |                        | Final                  | Final |  |
|  |                        |                        |   |                        |                        |       |  |
|  | 5 de novembro – Cancún |                        |   |                        |                        |       |  |
|  | Canadá                 | 4                      |   |                        |                        |       |  |
|  | Costa Rica             | 0                      |   |                        |                        |       |  |
|  |                        |                        |   |                        |                        |       |  |
|  |                        |                        |   |                        | 8 de novembro – Cancún |       |  |
|  |                        |                        |   |                        | Canadá                 | 1     |  |
|  |                        | México                 | 0 |                        |                        |       |  |
|  |                        |                        |   |                        |                        |       |  |
|  |                        |                        |   |                        |                        |       |  |
|  |                        |                        |   |                        | Terceiro lugar         |       |  |
|  | 5 de novembro – Cancún | 5 de novembro – Cancún |   | 8 de novembro – Cancún | 8 de novembro – Cancún |       |  |
|  | Estados Unidos         | 1                      |   | Costa Rica             | 0                      |       |  |
|  | México                 | 2                      |   |                        | Estados Unidos         | 3     |  |

| 5 de novembro | Canadá                                                        | 4 – 0     | Costa Rica | Estádio Beto Ávila, Cancún                 |
| 17:00         | Bélanger 62' · Filigno 72' · Sinclair 75' · Cruz 90+3' (g.c.) | Relatório |            | Público: 2 000 Árbitro: TRI Shane De Silva |

| 5 de novembro | Estados Unidos | 1 – 2     | México                   | Estádio Beto Ávila, Cancún                        |
| 20:00         | Lloyd 25'      | Relatório | Domínguez 3' · Pérez 26' | Público: 8 364 Árbitro: GUY Dianne Ferreira-James |

### Terceiro lugar
| 8 de novembro | Costa Rica | 0 – 3     | Estados Unidos                | Estádio Andrés Quintana Roo, Cancún            |
| 17:00         |            | Relatório | Cheney 17' · Wambach 33', 50' | Público: 2 806 Árbitro: MEX Quetzalli Alvarado |

### Final
| 8 de novembro | Canadá             | 1 – 0     | México | Estádio Andrés Quintana Roo, Cancún         |
| 20:00         | Sinclair 53' (pen) | Relatório |        | Público: 16 005 Árbitro: TRI Shane De Silva |